# Nejat Diyarbakırlı
Nejat Diyarbakırlı, né le 3 juillet 1925, est un ancien joueur de basket-ball turc.